# Gai Cepasi
Gai Cepasi (en llatí Caius Caepasius) va ser un magistrat romà contemporani de l'orador Hortensi que va exercir la magistratura de qüestor juntament amb el seu germà Luci Cepasi. Eren coneguts com els Cepasis, llatí Caepasii. Encara que van exercir el càrrec correctament, la seva oratòria no era prou polida.